# Microbahia
Microbahia là một chi thực vật có hoa trong họ Cúc (Asteraceae).

## Loài
Chi Microbahia gồm các loài: